# Batalla del Cap Spada
La batalla del Cap Spada tingué lloc el 19 de juliol de 1940 durant la II Guerra Mundial al Cap Spada, la punta nord-oest de l'illa de Creta

## Orígens
La batalla tingué lloc quan un esquadró aliat que patrullava pel Mar Egeu trobà dos creuers italians que feien la ruta entre Trípoli a Leros, en aquells moments una colònia italiana a les illes del Dodecanès. L'esquadró aliat estava comandat pel Capità australià John Collins, a bord del HMAS Sydney, i incloïa els destructors Havock, Hyperion, Hasty, Ilex i Hero, mentre que la 2a Divisió italiana de creuers estava comandada pel contraalmirall Ferdinando Casardi i consistia en els creuers lleugers d'alta velocitat Giovanni dalle Bande Nere i Bartolomeo Colleoni.

## Batalla
Quan els italians es trobaren als destructors aliats al voltant de les 07:30, "Sydney" i "Havock" estaven a unes 40 milles (64 km) al nord en una pantalla per submarins. Els altres destructors es van dirigir a la cacera dels italians cap al nord per donar temps al "Sydney" perquè arribés al rescat. El "Sydney" albirà als italians a les 8:26, obrí foc a les 8:29 i els creuers italians giraren cap al sud-oest.
A la batalla que seguí, el "Bartolomeo Colleoni" va ser durament colpejat pel "Sydney", i després d'una diana al timó (a les 9:23), s'aturà en sec a l'aigua. Si bé va lluitar, era totalment incapaç de maniobrar i va ser enfonsat pels torpedes de l'"Ilex" i del "Hyperion" a les 9:59. El "Sydney" ho va deixar perquè estava curt de munició i el "Giovanni delle Bande Nere" tornà a Bengasi. Es van rescatar 555 supervivents del "Bartolomeo Colleoni", i 121 mariners van morir.

## Ordre de batalla

### Regia Marina
- Contraalmirall Ferdinando Casardi
  - 2 creuers lleugers: Bartolomeo Colleoni (enfonsat), Giovanni dalle Bande Nere

### Aliats
- Capità John Collins
  -  Reial Marina Australiana: 1 creuer lleuger: HMAS Sydney (danys lleugers)
  -  Royal Navy: 5 destructors: Hasty, Havock (danyat) Hero, Hyperion, Ilex